# Andy Winter
Andy Winter ist ein norwegischer Keyboarder.

## Leben und Schaffen
Im Jahr 1998 gründete er mit Lars Eikind, Carl August Tidemann und Jan Axel Blomberg die Band Winds, im Jahr 2004 wiederum mit Eikind und Blomberg Age of Silence. Im selben Jahr war er auch an der Debüt-EP der Progressive-Metal-Band Subterranean Masquerade beteiligt, um 2008 wurde er außerdem Mitglied der US-amerikanischen Metal-Band Sculptured, 2012 arbeitete er mit dem Metal-Projekt Self Spiller zusammen. Winter hat auch zwei Soloalben veröffentlicht.

## Diskografie (Auswahl)
mit Winds
→ siehe Winds (Band)#Diskografie
mit Age of Silence
→ siehe Age of Silence#Diskografie
mit Subterranean Masquerade
- 2004: Temporary Psychotic State (EP)

mit Sculptured
- 2008: Embodiment: Collapsing Under the Weight of God

mit Self Spiller
- 2012: Worms in the Keys

Solo
- 2005: Shades of Light Through Black and White (EP)
- 2013: Incomprehensible